# 二二八事件對新聞媒體的影響
二二八事件對新聞媒體的影響是指在1947年2月27日至5月16日發生於臺灣的二二八事件中，對於新聞媒體的影響。

## 輿論報導

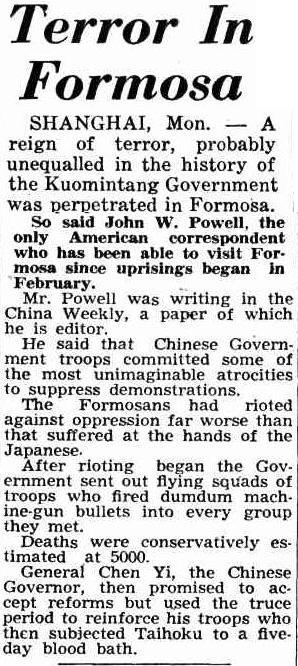
《澳洲伯斯每日新聞》於1947年3月31日關於二二八事件的報導。文中述及政府出動軍隊向每個遇見的人群射擊達姆彈（dumdum）。

臺灣省行政長官公署的機關報《台灣新生報》在1947年2月28日當天即刊載了前一天的緝煙事件，並誤報了林江邁送入林外科醫院旋告斃命一事。28日下午亦發行號外版，報導當天民眾攻入派出所、毆打專賣局職員致死及公署衛兵開槍事件。其後持續報導省政當局處置。事件發生後被迫停刊的《民報》在28日時也以「延平路昨晚查緝私煙隊，開槍擊斃老百姓」為題報導。
在中國大陸，各報社依其立場而對此事件報導敘述差異甚大。3月1日首由非中國國民黨系的《大公報》報導，其餘報社於3月2日後才有報導。親國民黨的報紙如《申報》與《東南日報》等，報導篇幅較小並強調「電訊中斷」影響其訊息。其中《申報》標題稱「台北已解嚴，緝私紛擾事件解決」。非國民黨系的報紙，則在報導中指出「人民不滿政府」與「軍警開槍過當」，其中《文匯報》提及人民對經濟與政治狀況的不滿，並認為緝私傷及人命是「暴動」發生原因。
此外，事件初期多家報社報導3000到4000人死亡，例如在1947年3月2日的《大公報》頭版，並受到外國媒體（如合眾國際社）的引述。1947年3月3日的上海《文匯報》報導「在台北發生空前大流血慘劇，兩日事變中，致有三四千人死於非命」，在「編者的話」專欄中，又記載「這次的騷動，警察曾開槍，死傷平民達三四千人，可見這騷動，還是以強力壓平的」（事件頭兩天的傷亡）。與此同時，國民黨系的報紙，以及陳儀的記者會上，都強調外省人的傷亡，如官方的《中央日報》以「台北秩序恢復，台胞傷亡數十人，監察院已電令查辦」為標題，稱台胞死傷不足百人，外省人則死傷超過四百。期間陳儀政府也曾透過報紙散佈美國領事館被攻擊的消息，但事後遭美國大使館澄清。
1947年3月6日，上海《大公報》的社評〈台灣慘案感言〉裡面寫著：「……抑此次事件，固非全由專賣與貿易政策造成，遠因近因，頗為複雜。人民無組織，何以能爆發如此大規模的行動？實由各級官吏，奉行政令者，平日對待人民驕縱專橫，搆怨多而且深，民眾中懷怨憤，壓抑已久，故爾一觸即發……而台灣民眾又久在法治嚴明，行政效率甚高的統治下生活，對於祖國官僚作風，萬分不慣，再加生活艱難，環境壓迫，愈覺痛苦無路，感情乃益激越，遂致演成此次不幸事件……」。
1947年3月6日，南京《大剛報》的社評〈注意台灣〉內文中說：「……曾幾何時，台民美麗的夢，逐漸為無情的現實所粉碎了！一年來，台灣政府，給予他們的，並不比日本人為多，經濟生活更加困難，政治腐敗層出不窮，自使台民極端受刺激。以是憂憤代替了歡欣，失望趕跑了希望。也許這次的民眾騷動，就是這種情勢轉變的歷史紀錄……」。
1947年3月8日起，行政長官公署為了管控言論，警備總部於是將台灣十一家報社、一家印刷廠予以查封充公，立即停刊，並查扣焚燬書刊，許多新聞從業人員立即遭到逮捕或殺害。:66-68、435-438
1947年3月19日，上海《密勒氏評論報》的約翰·W·鮑威爾等西方記者親自到台灣採訪。鮑威爾指出中國政府部隊使用了難以想像的殘暴方式來鎮壓群眾，稱當時統治狀況劣於日治時期，並以「浴血台灣」（Blood Bath in Taiwan）為自己的報導標題；同時引用目擊者稱，提及一次機槍掃射造成25人死亡、百多人受傷，以及台北附近一處有20名青年遭割耳鼻後處決等狀況。除此，在日本方面，《讀賣新聞》於3月3日報導了台北暴動消息。《新加坡自由報》（Singapore Free Press）與《澳洲伯斯每日新聞》（The Daily News）等曾先後以「福爾摩沙的恐怖」（Terror in Formosa）為標題報導事件。
1947年3月28日，行政長官公署機關報《台灣新生報》社論〈二二八不是民變〉稱「事件完全出於有計畫的預謀，查緝私煙之引起死傷，不過是它的導火線。主謀者是懷有政治陰謀與野心的亂黨奸徒，和過去日人豢養下的一些鷹犬，附從者是一群被唆使的地痞流氓和一部份被煽惑被脅迫的青年學生」。
1947年4月11日，上海《大公報》報導台灣旅滬六團體於上海八仙橋青年會舉辦記者招待會，並發表台灣事件報告書。報紙內文中記載：「據報告書所載，自三月八日至十六日止，台胞被屠殺者約在一萬人以上」。
到1949年以前，與二二八事件有關的新聞持續於《台灣新生報》存在，1949年後則逐漸沒落。而1950年代陳儀被槍決與謝雪紅相關報導，使有關於二二八事件的訊息再次被提及。之後，二二八事件議題直到1987年後才再復甦。

## 遭到整肅
3月10日，陳儀下令解散處理委員會和其各地分會等「非法組織」:54-61、66-68，將成員列為黑名單:120-126:234-238、329-333:223-232:472-480；查封《民報》、《人民導報》、《大明報》，《中外日報》等民間報社:472-480；審查學校職員:120-126:66-68:472-480；查扣反動刊物:66-68；禁止集會遊行，自此控制相關報導。
另外行政長官公署亦對新聞媒體展開清肅:120-126，包括作為《民報》創辦人的國立臺灣大學教授林茂生:80-86、擔任《人民導報》首任社長的教育處副處長宋斐如、及《臺灣新生報》日文版編輯吳金鍊和總經理阮朝日等人:30-32，分別遭到情治人員帶走後失蹤:176-186:493-503。